# 苏岁佩
苏岁佩（1975年—），甘肃静宁人，汉族，中华人民共和国政治人物、第十一届全国人民代表大会甘肃地区代表。
担任甘肃省华亭煤业集团公司马蹄沟煤矿马井选运队选矸工人，是中共党员。2008年起担任全国人大代表。